# Stanisław Janeczek (farmaceuta i polityk)
Stanisław Janeczek (ur. 14 listopada 1915 w Woroneżu, zm. 1985) – polski farmaceuta i działacz polityczny, poseł na Sejm PRL III kadencji (1961–1965). 

## Życiorys
W dwudziestoleciu międzywojennym studiował chemię i farmację na Uniwersytecie Warszawskim (w 1940 uzyskał tytuł magistra farmacji). Podczas II wojny światowej kierował apteką w Gniewoszowie. Po zakończeniu działań wojennych przez krótki okres pracował jako nauczyciel chemii, po czym objął kierownictwo apteki w Kozienicach. W 1947 związał się ze Stronnictwem Demokratycznym (był przewodniczącym Powiatowego Komitetu w Kozienicach oraz członkiem Wojewódzkiego Komitetu w Kielcach). W 1961 został posłem na Sejm PRL z okręgu Radom. Pracował w Komisjach Zdrowia i Kultury Fizycznej oraz Handlu Wewnętrznego. Po zakończeniu pracy parlamentarnej był m.in. przewodniczącym Powiatowego Komitetu Frontu Jedności Narodu.

## Odznaczenia
- Medal 10-lecia Polski Ludowej (1955)[2];
- Srebrny i Złoty Krzyż Zasługi;
- Krzyż Kawalerski Orderu Odrodzenia Polski.